# まる子 (お笑い芸人)
まる子（まるこ、1988年11月16日 - ）は、吉本興業で活動していた日本の女性お笑いタレント。三重県伊賀市出身。大阪NSC30期生。血液型B型。身長147cm。2016年12月から2018年1月まで、よしもと三重県住みます芸人として活動していた。

## 略歴
2011年、ロケみつに出演。
2016年、三重県住みます芸人に就任。
2018年、結婚を機に芸人を引退。

## ネタ
舞台ではフリップ芸。ブリッジでカスタネットを鳴らす。

## 出演

### テレビ番組
- クイズ!紳助くん　なにわ突撃隊
- ロケみつ〜ロケ×ロケ×ロケ〜 - 「もし高校野球の女子マネージャーがトンネルを使わずに向こう側へ行けたらブログ旅」